# The Invisible Man Returns
The Invisible Man Returns (br A Volta do Homem Invisível) é um filme de terror, drama e ficção científica estadunidense, dirigido por Joe May e lançado em 1940.